# Lotus E20
E20 foi o modelo de carro de corrida projetado pela equipe Lotus para a Temporada de Fórmula 1 de 2012. Foi apresentado no dia 5 de fevereiro através de um anúncio feito pela internet.,foi guiado por Kimi Raikkonen,Romain Grosjean e Jérôme d'Ambrosio,d,Ambrosio subistuiu Grosjean no Grande Prêmio da Itália.
No primeiro dia de testes da pré-temporada, em Jerez, o finlândes Kimi Raikkonen marcou o melhor tempo do dia.
Durante o primeiro dia de treinos da segunda sessão da pré-temporada, realizados em Barcelona, o chassi número 2 do E20 apresentou problemas e a equipe decidiu abandonar as atividades. Romain Grosjean completou apenas sete voltas com o modelo, até a equipe detectar uma falha no carro e abortar o teste.